# Megesheim
Megesheim település Németországban, azon belül Bajorországban. Lakosainak száma 854 fő (2023. december 31.). Megesheim Hainsfarth és Munningen községekkel határos.

## Népesség
A település népessége az elmúlt években az alábbi módon változott:
| Lakosok száma | 728  | 796  | 763  | 858  | 838  | 838  | 848  | 806  | 837  | 854  |
|               | 1875 | 1950 | 1975 | 2010 | 2012 | 2013 | 2015 | 2017 | 2021 | 2023 |